# Península de Iveragh

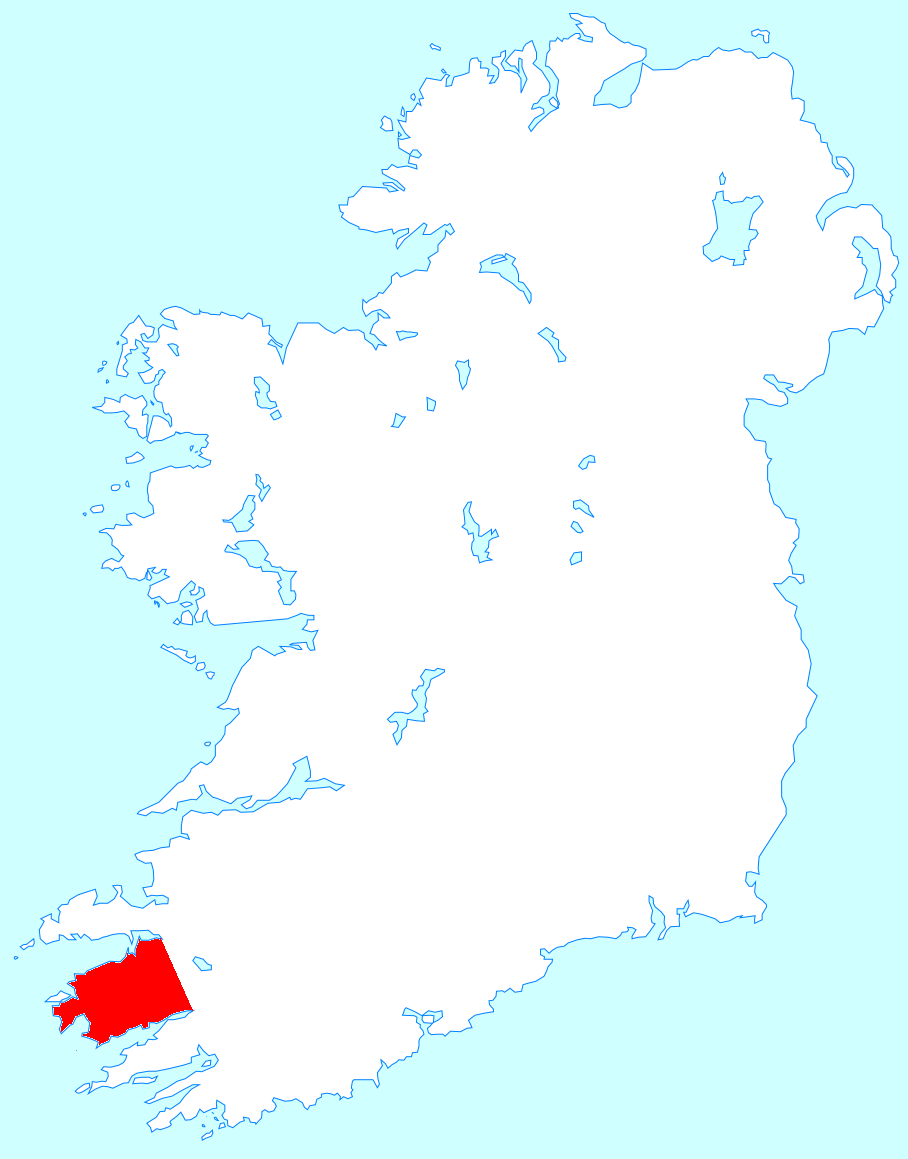
Localização da península.

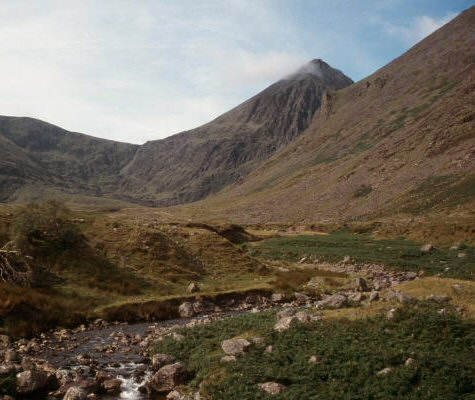
O Carrantuohill, monte mais alto da República da Irlanda, fica nesta península.

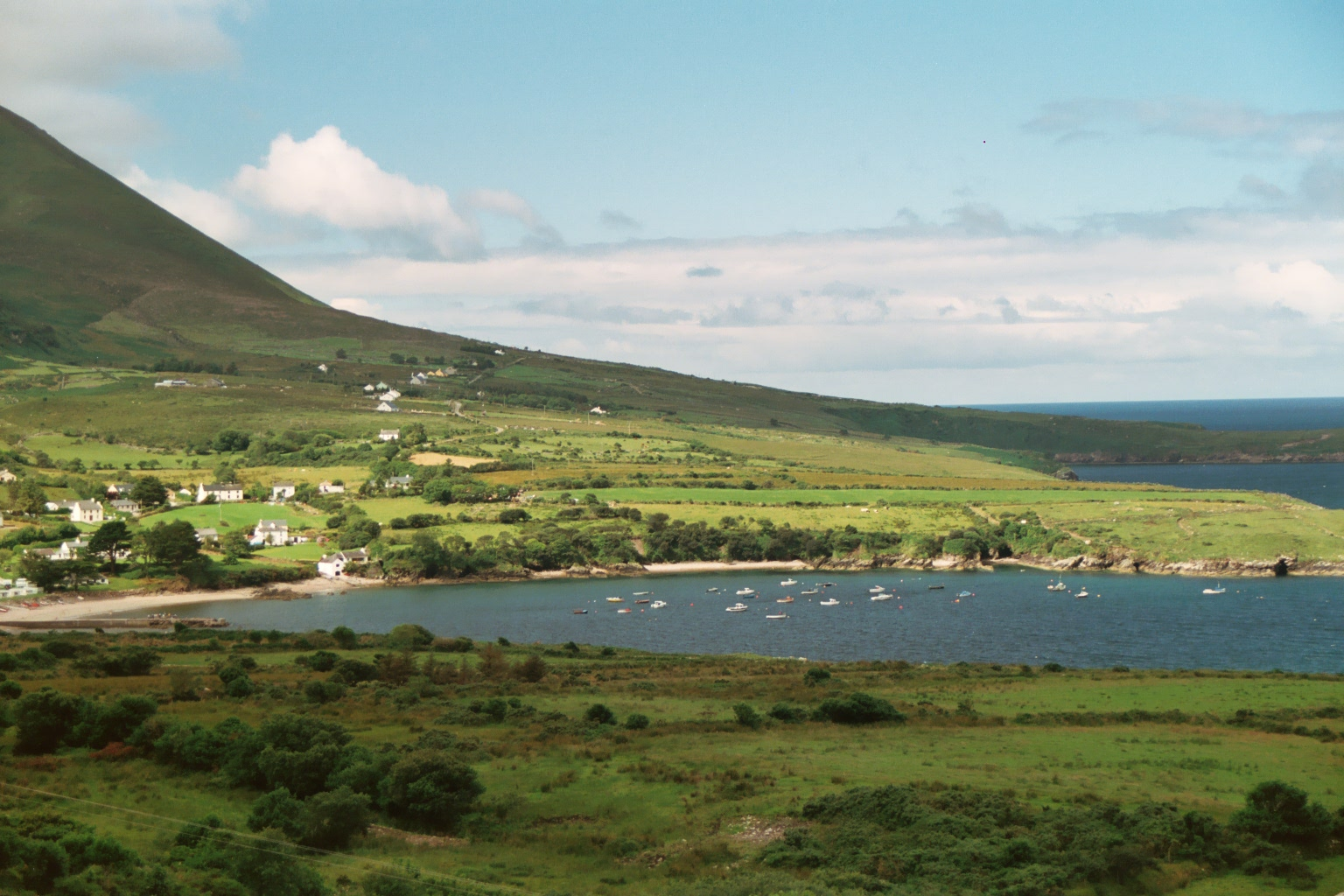
Baía de Kells.

A Península de Iveragh (em inglês:  Iveragh Peninsula; em irlandês:  Uíbh Ráthach) é uma península situada no Condado de Kerry (República da Irlanda), a maior do sudeste do país. O centro da península é constituído por uma cadeia montanhosa conhecida como Macgillycuddy's Reeks, na qual fica o Carrauntoohil, o monte mais alto da Irlanda.
Nesta península ficam localidades como  Killorglin, Cahersiveen, Portmagee, Waterville, Caherdaniel, Sneem e Kenmare.
Ao largo ficam as ilhas Skellig, a cerca de 12 km para oeste, conhecidas pelos edifícios monásticos e pela fauna avícola selvagem.